# 1973 en basket-ball
Chronologie du basket-ball
1972 en basket-ball - 1973 en basket-ball - 1974 en basket-ball
Les faits marquants de l'année 1973 en basket-ball

## Récompenses des joueurs enNBA

### Meilleur joueur de la saison régulière (MVP)
| - Dave Cowens, Boston Celtics. |

### Meilleur joueur de la finale NBA
| - Willis Reed, New York Knicks. |